# Ватерполо за жене на Азијским играма 2010.
Такмичење у ватерполу за жене на Азијским играма 2010. одржана је у Гуангџоу, провинција Гуангдунг у Кина од 15. до 17. новембра 2010.. То је било и прво такмичење у ватерполу за жене на Азијским играма.
Овај турнир био је и квалификациони за одлазак на Светско првенство 2011. у Шангају, квалификују се две прволасииране екипе.
Првак Азије постала је репрезентација Кине. Као домаћин Светског првенства 2011. Кина се аутоматски квалификовала за првенство, тако да су два места за одлазак остала за другопласирану репрезентацију Казахстана и трећепласирану Узбекистана.

## Систем такмичења
Учествовале су 4 репрезентације, па се играо турнир по једноструком лига систему (свак са сваким по једну утакмицу). Првопласирана репрезентација на коначној табели постала је први првак Азијских игара у женском вататерполу.
Све утакмице су одигране у базену Tianhe Natatorium у Гуангџоу.

## Земље учеснице
| Индија | Казахстан | Кина | Узбекистан |

## Резултати
| Датум        | 1. екипа   | Резултат | 2. екипа   | Четвртине            | Детаљи                                   |
| ------------ | ---------- | -------- | ---------- | -------------------- | ---------------------------------------- |
| 15. новембар | Казахстан  | 38 : 2   | Индија     | 13:1, 14:0, 8:0, 3:1 | [ мртва веза ]                           |
| 15. новембар | Кина       | 25 : 1   | Узбекистан | 7:0, 5:0, 5:0, 8:1   | [ мртва веза ]                           |
| 16. новембар | Узбекистан | 5 : 14   | Казахстан  | 1:4, 1:2, 0:3, 3:5   | [ мртва веза ]                           |
| 16. новембар | Кина       | 38 : 2   | Индија     | 10:0, 12:1, 8:1, 8:0 | [ мртва веза ]                           |
| 17. новембар | Узбекистан | 20 : 2   | Индија     | 5:1, 5:0, 5:0, 5:1   | Архивирано на веб-сајту (22. април 2012) |
| 17. новембар | Кина       | 13 : 5   | Казахстан  | 4:1, 3:2, 1:1, 5:1   | Архивирано на веб-сајту (22. април 2012) |

## Табела
| Пласман | Екипа      | Игр | Поб | Нер | Изг | ДГ | ПГ | ГР  | Бод |
| ------- | ---------- | --- | --- | --- | --- | -- | -- | --- | --- |
|         | Кина       | 3   | 3   | 0   | 0   | 76 | 8  | +68 | 6   |
|         | Казахстан  | 3   | 2   | 0   | 1   | 57 | 20 | +37 | 4   |
|         | Узбекистан | 3   | 1   | 0   | 2   | 26 | 41 | −15 | 2   |
| 4.      | Индија     | 3   | 0   | 0   | 3   | 6  | 96 | −90 | 0   |

| 2° место Казахстан | Победник 16. Азијских игара у ватерполу Кина 1° титула | 3° место Узбекистан |

## Састави победничких екипа
|  | Кина       | Yang Jun (кап.), Teng Fei, Liu Ping, Sun Yujun, He Jin, Sun Yating, Song Donglun, Zhang Weiwei, Wang Yi, Ma Huanhuan, Sun Huizi, Zhang Lei, Wang Ying Селектор: Juan Jane Giralt                                                                                    |
|  | Казахстан  | Galina Rytova (кап.), Natalya Shepelina, Kamila Zakirova, Ана Турова, Liliya Falaleyeva, Ана Зубпкова, Zamira Myrzabekova. Јекатерина Гаријева, Aizhan Akilbayeva, Марина Гритченко, Yelena Chebotova, Assem Mussarova, Александра Турова Селектор: Алексеј Саболов |
|  | Узбекистан | Anastasiya Skovpina, Diana Dadabaeva, Aleksandra Sarancha, Eseniya Piftor, Јевгенија Иванова, Natalya Plyusova (кап.), Anna Sheglova, Ramilya Halikova, Аделина Зинурова, Олга Мајорова, Anna Plyusova, Elena Dukhanova Селектор: Наталија Рустамова                |